# Kostel Nanebevzetí Panny Marie a svaté Maří Magdaleny
Kostel Nanebevzetí Panny Marie a svaté Maří Magdaleny (v plném názvu národní kulturní památky Poutní areál Chlum Svaté Maří s kostelem Nanebevzetí Panny Marie a svaté Maří Magdaleny) je poutní kostel v Chlumu Svaté Maří  postavený začátkem 15. století u konventu křižovníků s červenou hvězdou, kteří sem byli povoláni v roce 1383. Nachází se zde gotická soška sedící Panny Marie s Ježíškem z období tzv. krásného slohu (kolem roku 1400), nalezená podle legendy v křoví u cesty. Celý poutní areál byl v roce 2018 prohlášen národní kulturní památkou.

## Historie památkové ochrany
Památka byla v roce 1963 zapsána do seznamu kulturních památek pod názvem „Areál poutního kostela sv. Maří Magdaleny“. V roce 2016 došlo k revizi rozsahu ochrany a bylo rozhodnuto o rozšíření rozsahu kulturní památky. Rozšíření se týkalo barokní zahrady při proboštství Chlum Svatí Maří, které navazuje na severní průčelí proboštství. 
Nařízením vlády o prohlášení některých kulturních památek za národní kulturní památky došlo s účinností od 1. července 2018 k prohlášení kulturní památky za národní kulturní památku.

## Historie
Počátky poutí do Chlumu Svaté Maří, kde již od 13. století byla uctívána soška Madony je spojována s legendou nalezeného obrázku, který se po nalezení a odnesení domů vrátil na původní místo a na místě nalezení byla postavena dřevěná stříška. Koncem 13. století nahradila stříšku dřevěná kaple. Kolem kaple se sochou Madony vznikla osada Chlum Svaté Maří. Ta však neměla vlastní faru a proto se o kapli starali křižovníci s červenou hvězdou. V listinách se objevuje vesnice poprvé 16. května 1341. V roce 1383 daroval rytíř Heinrich z Reissengrünu řádu křižovníků s červenou hvězdou šedesát jiter orné půdy na kopci Chlumu. Jiné zdroje však první věrohodnou písemnou zmínku o Chlumu Svaté Maří kladou do 13. srpna 1383, kdy je zmiňovaná stavba, snad kaple, zasvěcená Panně Marii. Kolem roku 1400 byla zřízena první vlastní kaple a prvním farářem byl jmenován křižovník Johann Pichelmann. Do stejné doby spadá stavba kamenného kostela na místě dřevěné kaple. V roce 1429, během husitských válek, přepadli husité Chlum Svaté Maří a silně poškodili kostel. Ten byl po skončení husitských válek obnoven a za velmistra křižovníků Mikuláše Puchnera byl v letech 1482–1492 rozšířen na jižní straně. Jižně od kostela byla v roce 1499 zřízena kaple Tříkrálová, kde se rovněž konaly pobožnosti pro poutníky. V 15. století se stal Chlum významným poutním místem. V 16. století důsledkem reformací Martina Luthera  nastaly konflikty. Protestantští stoupenci přepadli Chlum Svaté Maří a dočasně dosadili protestantského kazatele. Pokus přeměnit Chlum Svaté Maří na protestantskou obec se sice nezdařil, ale důležité listiny, zařízení kostela a významné cennosti byly odvezeny do Chebu, kde byly umístěny v jednom domě, který o několik let později vyhořel. Po bitvě na Bílé hoře, kde katolické liga porazila protestantskou unii, se situace na Chlumu Svaté Maří zlepšila. Konsolidace nastala po roce 1648, po uzavření Vestfálského míru. Přelomem v dějinách areálu byl rok 1687, kdy pražský arcibiskup a velmistr křížovnického řádu Jan Bedřich z Valdštejna povýšil zdejší faru na proboštství. Následně došlo koncem 17. a začátkem 18. století k přestavbě starého kostela a fary v rozlehlý barokní komplex poutních objektů s chrámem Nanebevzetí Panny Marie a svaté Maří Magdalény.
Roku 1686 byly sneseny středověké průčelní věže a v letech 1687–1691 vybudovány nové. Současně byl v květnu 1690 položen základní kámen k novému kostelu, který do své dispozice zahrnul původní kapli. Rovněž byl položen základní kámen k novému presbytáři, který byl dokončen v roce 1694 a v roce 1697 byla dokončena kupole nad křížením. Slavností vysvěcení se uskutečnilo 11. května 1702 a o den později byla vysvěcena oválná kaple. Nejdéle se stavěla křížová chodba ambitu, a to v letech 1704–1722.
Nejvýznamnější součástí této fáze výstavby byl trojkřídlý objekt velkého proboštství, který se stavěl pět let, a to až do roku 1728. Pracovalo se rovněž na stavbě nové školy. Stavby vznikaly až po smrti Kryštofa Dientzehofera a je spolehlivě doložen Wolfgang Baunbock se svým synem. Pokud se týká autorství kostela a křižovnického komplexu, není zcela prokázáno. Architekt Jan Baptista Mathey je snad jen autorem přestavby oválné kaple, případně prvotního, následně změněného projektu kostela. Novější výzkumy se přiklánějí ke Kryštofu Dientzenhoferovi. Od roku 1691 pro něj vykonával funkci políra Johann Wolfgang Baunbock a v letech 1722–1723 jeho syn Johann Andreas Baunbock.
Ve druhé polovině 18. století patřila obec Chlum Svaté Maří k nejnavštěvovanějším poutním místům v českých zemích. Zásadní změnu dostalo proboštství po konci druhé světové války a odsunu německého obyvatelstva. Po křížovnících se duchovní správy na Chlumu ujali dominikáni, kteří si tam zřídili tajné formační středisko svého řádu. Koncem 50. let byla budova proboštství přeměněna na ubytovnu při stavbě elektrárny v Tisové u Sokolova, později byly budovy kláštera využívány pro sbírky církevního umění. Obnova zničeného areálu začala až s pádem komunismu a navrácení majetku křížovníkům po roce 1990.
V letech 1957–1974 zde jako kněz působil Petr Metoděj Habáň O.P. Od 1. září 2011 do 31. října 2013 byl farářem Jiří Kopejsko O.Cr., od 1. listopadu 2013 je farářem Milan Kučera, O.Cr. Dne 6. června 2022 se na závěr sjezdu Sudetoněmeckého krajanského sdružení konala v Chlumu Svaté Maří Pouť smíření, na kterou přijelo zhruba 150 sudetských Němců v čele s předsedou sdružení Berndem Posseltem.

### Program záchrany architektonického dědictví
V rámci Programu záchrany architektonického dědictví bylo v letech 1995–2014 na opravu památky čerpáno 18 050 000 Kč.
| rok    | 1995 | 1996 | 1997 | 1998 | 1999 | 2000 | 2001 | 2002 | 2003 | 2004 | 2005 | 2006 | 2007 | 2008 | 2009 | 2014 |
| ------ | ---- | ---- | ---- | ---- | ---- | ---- | ---- | ---- | ---- | ---- | ---- | ---- | ---- | ---- | ---- | ---- |
| částka | 2400 | 1900 | 1300 | 2900 | 1200 | 1000 | 1000 | 740  | 800  | 700  | 500  | 1110 | 800  | 600  | 500  | 600  |

V rámci Integrovaného regionální operační programu Ministerstva pro místní rozvoj pokračuje revitalizace proboštství Chlum Svaté Maří.

## Stavební podoba

### Středověká podoba
Kolem kaple o kterou se starali křižovníci z Kynšperka nad Ohří byl postaven gotický kamenný jednolodní kostel. Jednalo se o malou a úzkou stavbu s velmi silnými zdmi. Kostel měl na západní straně jednu věž a kněžiště ukončené apsidou. Po vypálení husity se začala stavba obnovovat a rozšiřovat. Ke kostelu byly přistavěny dvě hranolové věže a kostel získal na jižní straně druhou loď. Roku 1499 byla na jižní straně postavena kaple Tří křížů s věžičkou, ve které stál oltář svatého Mikuláše. Pod kaplí se nacházela kostnice, která byla v 17. století zbořena. Celý areál s třemi bránami byl obezděn. U zdi stály sochy Krista a apoštolů na Olivetské hoře. Adaptaci prováděnou převážně za velmistra Mikuláše Puchnera připomíná kamenná deska s letopočtem 1507.

### Současná podoba

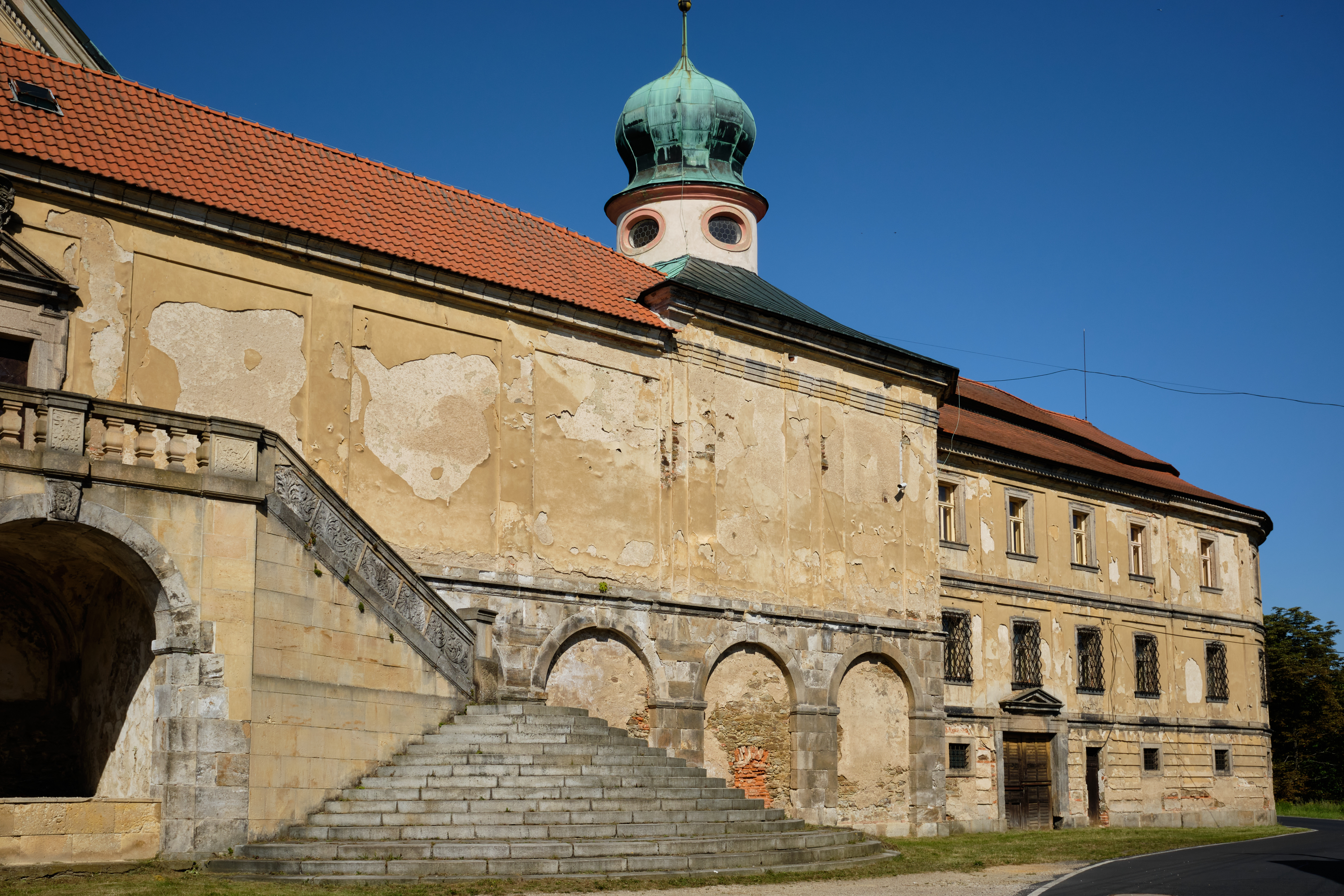
Pohled na schodiště na východní straně

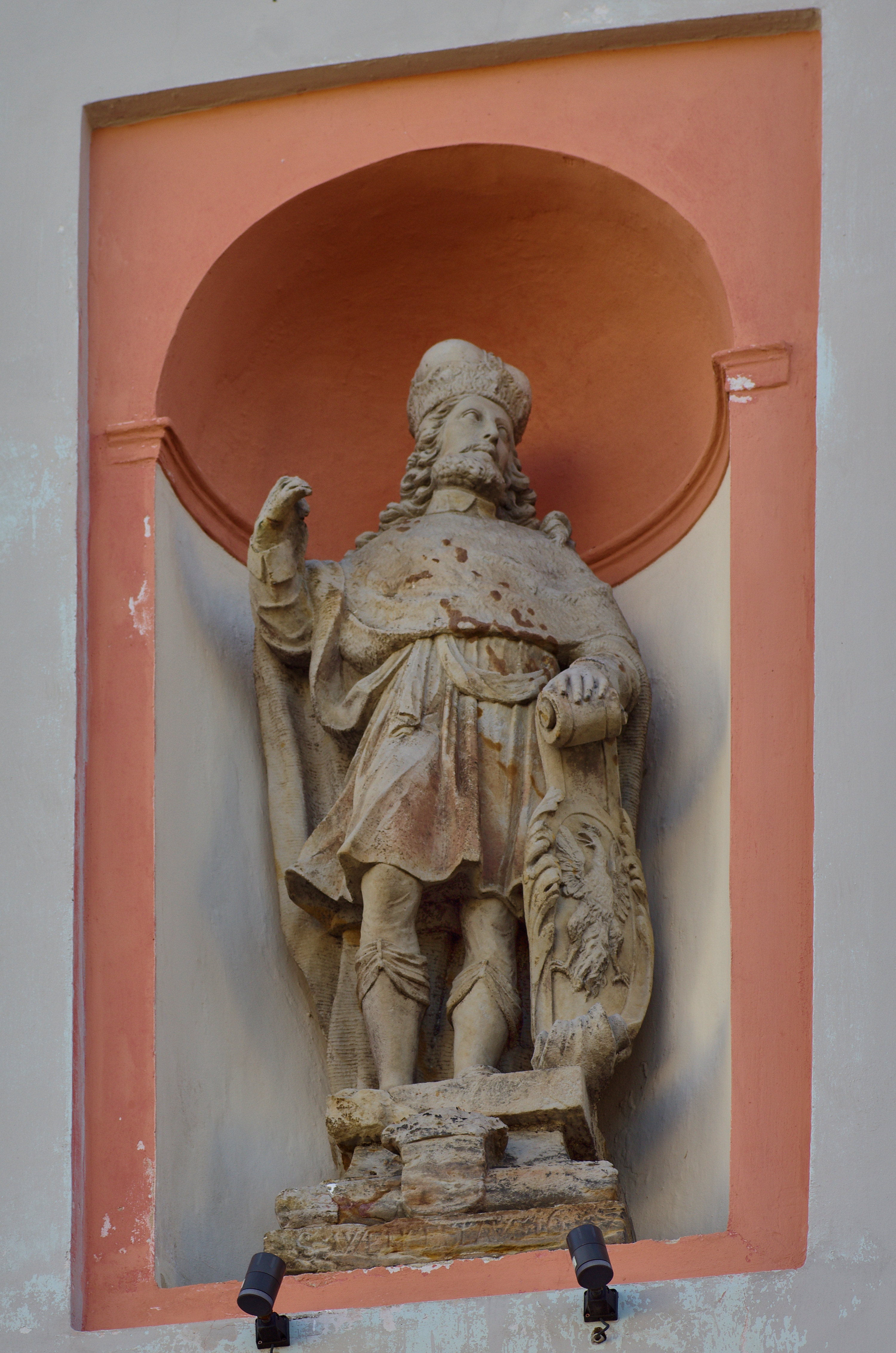
Socha svatého Václava v průčelí

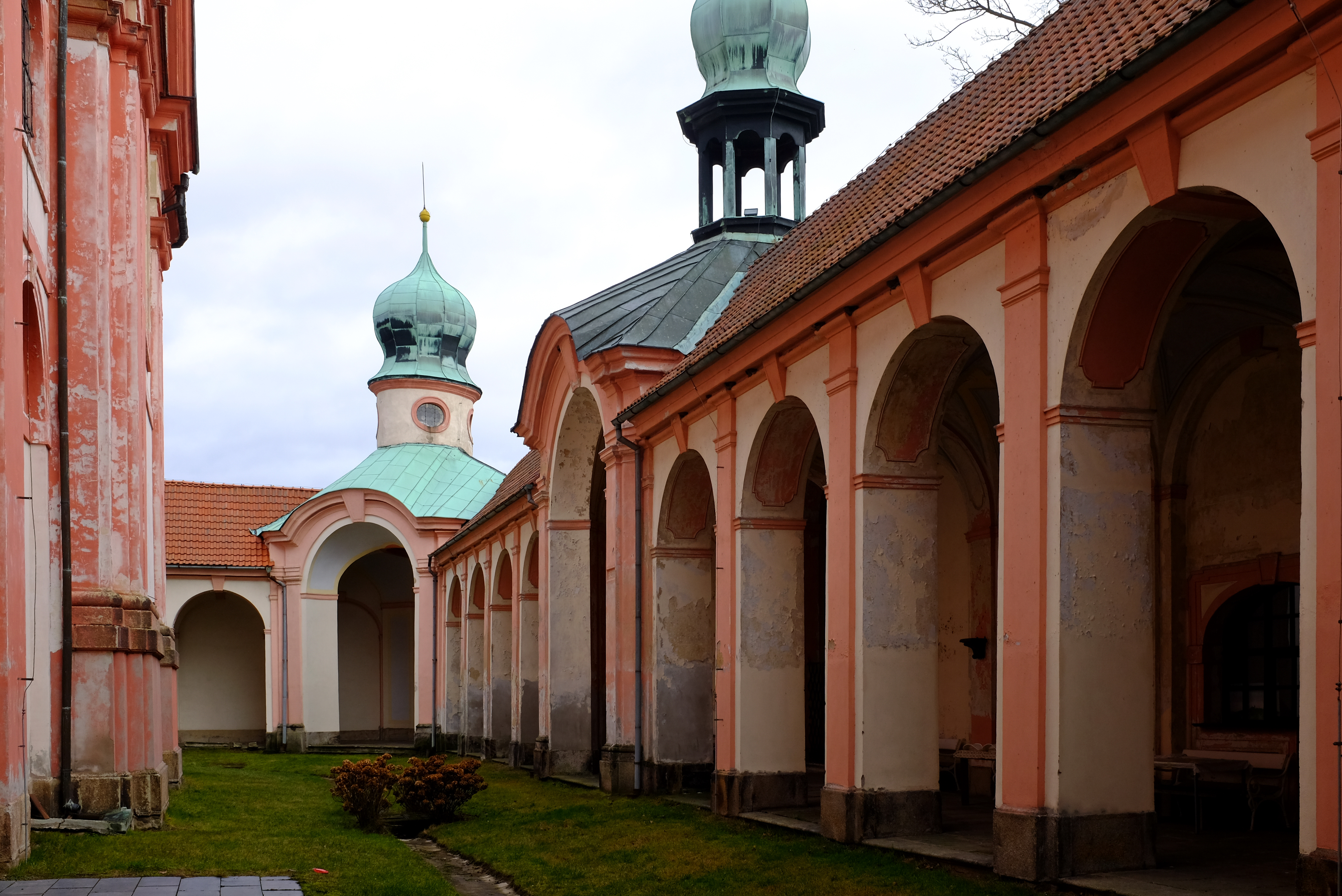
Ambit na západní straně

Poměrně uzavřený komplex budov má celkem pravidelné členění. Jádrem je orientovaný podélný kostel, zasazený doprostřed přízemních ambitů, jež jsou v nárožích a uprostřed severního a jižního křídla doplněny o oltáře. Rohové oltáře mají složitou klenbu s kulovým protínáním, arkádová pole mezi kaplemi jsou zakončena jednoduchou křížovou klenbou bez žeber. V západním průčelí jsou umístěny věže kostela. Do kostela je při hlavním západním průčelí kostela vestavěna či kostelem obestavěna oválná Milostná kaple. Na severní straně se na ambit napojuje v podstatě stejně široká budova proboštství, trojkřídlá, s dalším dvorem uvnitř. Hlavní západní průčelí komplexu rozšiřuje jižním směrem ještě poměrně krátká jednopatrová jednokřídlá barokní budova (pravděpodobně tzv. nová škola z roku 1722), nyní obvykle nazývána kostelní dům. Na západním průčelí se nachází několik kamenných soch. V nikách jsou umístěny sochy svatého Václava, svatého Jana Nepomuckého a Panny Marie (Assumpta). Na východní straně je přistavěna terasa se schodištěm, které vyrovnává rozdíly v klesajícím terénu a jíž se vstupovalo z ambitu na hřbitov. V celém areálu lze nalézt na původních místech množství architektonických a umělecko-řemeslných prvků.

## Interiér
Kostel se vyznačuje neobvyklým architektonickým řešením, kde jsou v homogenní stavbě spojeny dvě rozdílné a funkčně samostatné svatyně. Jednou je hlavní chrám, druhou oválná Milostná kaple. Půdorys hlavního chrámu je ve tvaru latinského kříže. Tato dispozice se neprojevuje ve vnějším vzhledu. Podélná část kostela není osvětlována bazilikálními okny, jak je obvyklé u většiny kostelů, ale rozptýleným světlem přes empory. Přímé světlo v lodi je jen v prostoru kupole nad křížením a v samotném křížení. V hlavní lodi se nachází nepřehlédnutelná impozantní kazatelna. Její architekturu navrhl Eliáš Dollhopf, který ji rovněž štafíroval. Vstup do hlavní lodi vede z úzkých bočních lodí, jelikož přímý vstup do hlavní lodi kvůli umístění Milostné kaple na západní straně není možný. Do Milostné kaple se vstupuje dvěma bočními vchody, které se nacházejí v jižní a severní stěně. Kruchta s varhanami je umístěna na západní straně. Mechanické varhany postavil roku 1895 chebský varhanář Martin Zaus.

### Oltáře

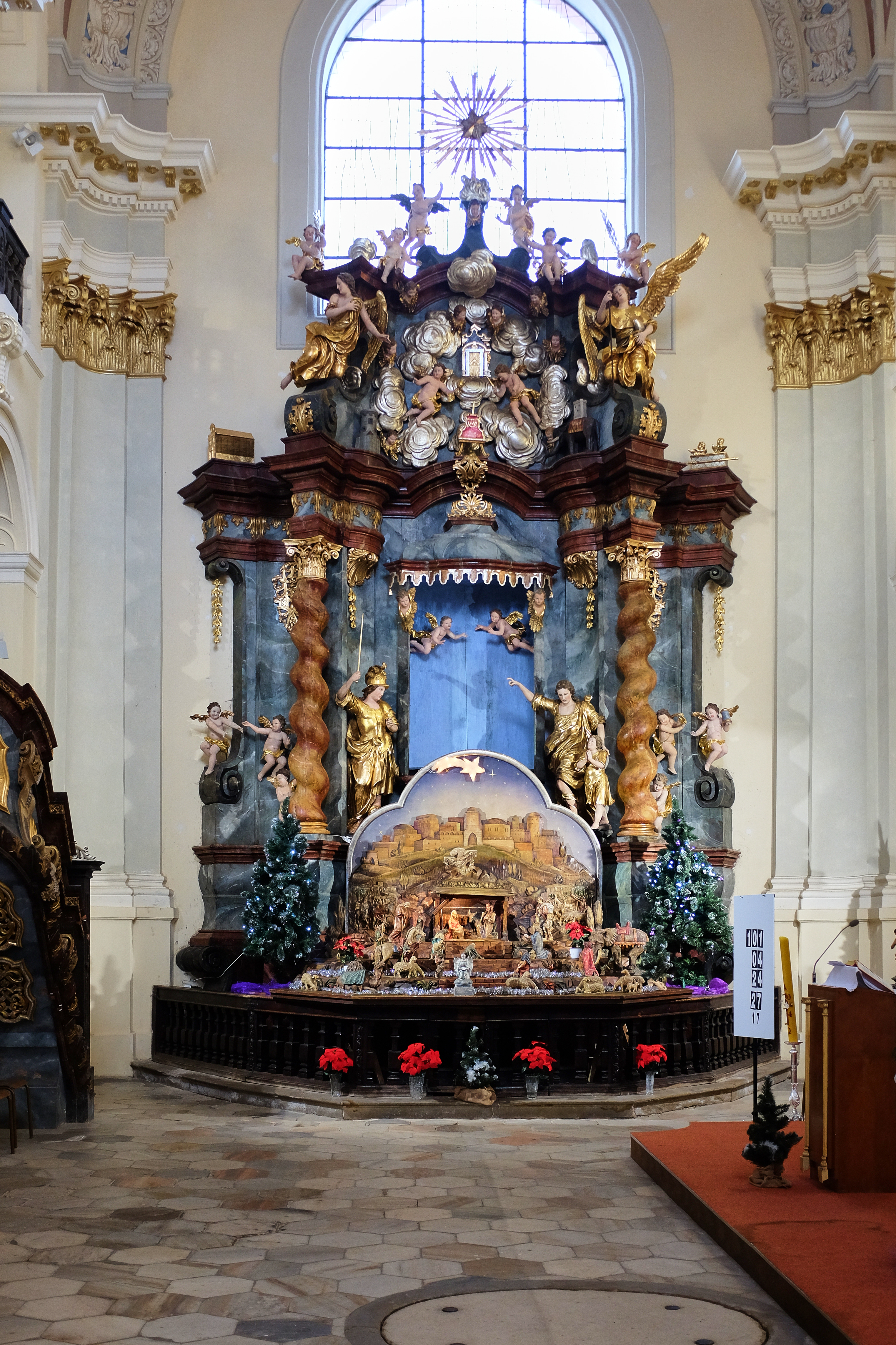
Oltář v Milostné kapli

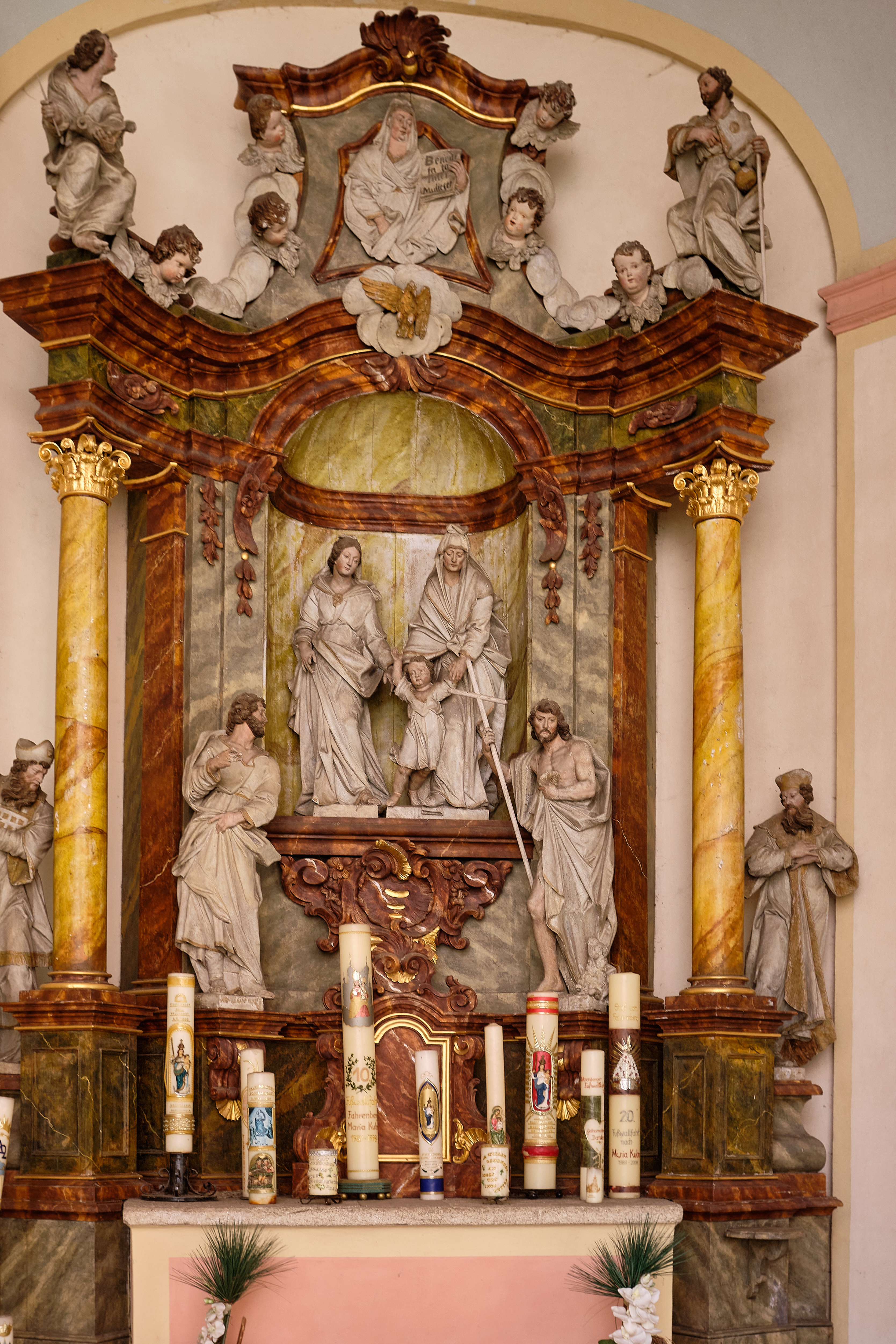
Oltář Svaté rodiny v ambitu

V areálu je celkem jedenáct oltářů. Nacházejí se v Milostné kapli, v hlavním chrámu a v kaplích ambitů. Předmětem uctívání je milostný oltář se sousoším Panny Marie s Ježíškem. Nejcennějším uměleckým díle Milostné kaple je socha Madony z lipového dřeva. Jedná se o dílo, které stojí za vznikem poutního místa na Chlumu Svaté Maří. Vznik Madony je většinou kladen do první čtvrtiny 14. století.
Hlavní oltář zaujímá v hlavní lodi celou čelní stěnu chóru. Nad římsou se klene nástavec s několika putti. Po stranách oltářního plátna stojí sochy svatého Augustina, svaté Heleny, svaté Alžběty Durynské a svatého Karla Boromejského. Po stranách tabernáklu stojí sochy starozákonních kněží Zachariáše a Melschiseda. V autorství samotného oltáře není literatura jednotná. Zmiňován je Eliáš Dollhopf, ale prozatím prameny tento názor nepotvrdily. Rozhodně však Dollhopf hlavní oltář štafíroval. Sloupová architektura a sochy hlavního oltáře jsou dílem sochaře a řezbáře Johanna Karla Stilpa a jeho dvou synů. Datace oltáře 1730–1736 ovšem potvrzuje, že některé sochy byly přivezeny až po umělcově smrti. Umělecky nejhodnotnějším dílem hlavního oltáře je nesignované a nedatované plátno s námětem Nanebevzetí Panny Marie. V německé literatuře je připisováno Dollhopfovi, na základě nových poznatků je obraz dílem Jana Jiřího Heinsche.

#### Ostatní oltáře
Kostel má dva postranní oltáře. Na evangelní straně (severní) je v oltáři pod baldachýnem umístěna další 1,5 metrů vysoká Madona s Ježíškem, pocházející z počátku 15. století. Oltář pochází pravděpodobně z dílny Johanna Karla Stilpa. Štafírování provedl roku 1741 Eliáš Dollhopf, což dokladuje záznam na zadní straně oltáře. Oltář na epištolní straně v jižním rameni transeptu je dílem Georga Thomase Hermanna a je v něm umístěno gotické sousoší Piety.
V ambitech je umístěno šest oltářů. Jedná se o oltáře svaté Rodiny, Tří králů, svaté Anežky České, Neposkvrněného početí, Čtrnácti svatých pomocníků a českých zemských patronů (svatý Vojtěch, svatý Jan Nepomucký, svatý Václav, svatá Ludmila a v baroku ojedinělé zobrazení Cyrila a Metoděje). Autorem je sochař a řezbář Jakub Eberle a v součtu se jednalo o přibližně padesát precizně řezaných plastik, z nichž v kompletní podobě se zachovaly dva oltáře, ostatní jen částečně.

### Fresky
Fresková výzdoba je soustředěna především do prostoru kostela Nanebevzetí Panny Marie a svaté Maří Magdaleny a Milostné kaple. V literatuře býval jako autor původních barokních fresek uváděn Jan Jakub Stevens ze Steinfelsu. Vzhledem k degradovanému stavu a následným přemalbám to nelze potvrdit. V Chlumu začal Stevens pracovat roku 1699 a rekonstrukce původních fresek je nereálná, zejména proto, že během staletí došlo k výrazným přemalbám. Především malby z druhé poloviny 19. století zcela překryly původní díla. Dvě významné fresky jsou na stěnách presbytáře. Signatura prokazuje, že jejich autorem je Otto Heinnlich. Roku 1992 byla v Milostné kapli odkryta freska s námětem Oslavy narození Panny Marie, kterou podle signatury vytvořil Eliáš Dollhopf. Podle restauratérského průzkumu se pod ní nachází starší malba neznámého autora.